# زيج وشاركو
زيج و شاركو (بالفرنسية: Zig et Sharko)‏ هي سلسلة رسوم متحركة فرنسية أنتجتها Xilam وتم بثها على قناة كنال+ فاملي، من 21 ديسمبر 2010 مع 78 حلقة مدتها 7 دقائق. في عام 2015، تم بث الموسم الثاني مع 78 حلقة أخرى. تم إنتاج الموسم الثالث في عام 2019.

## وصلات خارجية
- زيج وشاركو على موقع IMDb (الإنجليزية)
- زيج وشاركو على موقع نتفليكس (الإنجليزية)
- زيج وشاركو على موقع كينوبويسك (الروسية)
- زيج وشاركو على موقع قاعدة بيانات الفيلم (الإنجليزية)